# Vinod Khanna (empresario)
Vinod Kumar Khanna (nacido el 24 de julio de 1934) es un empresario indio. A lo largo de su carrera, Khanna ha estado involucrado en una variedad de industrias a través de las empresas del Grupo K, que fundó. Estas industrias incluyen minería, bienes raíces, hoteles, consultoría, energía, infraestructura y electrónica. Su influencia en la India y sus conexiones con empresas extranjeras lo han destacado como una figura notable en el mundo empresarial indio.
A lo largo de su carrera, Vinod Kumar Khanna enfrentó varias controversias relacionadas con sus negocios. Se cuestionaron sus afiliaciones con corporaciones extranjeras y se examinaron sus posibles influencias en contratos del Gobierno de la India. Además, surgieron preocupaciones sobre cuentas extraterritoriales e inversiones inmobiliarias.
A pesar de las acusaciones, las cuales nunca fueron probadas, Khanna se vio envuelto en acciones legales que finalmente fueron desestimadas. Sus actividades comerciales también se extendieron a acuerdos financieros extraterritoriales y a importantes desarrollos inmobiliarios en Bangalore, Karnataka, lo que atrajo un mayor escrutinio tanto público como legal.

## Primeros años de vida y educación
Vinod Kumar Khanna nació el 24 de julio de 1934 en Lahore, en la entonces provincia de Punjab, en la India británica. Perteneciente a una familia hindú punjabi, era hijo de SL Khanna y Vidya Khanna, y formaba parte de la familia Khanna. Tenía dos hermanos mayores, Ravi y Vipin.
Tras la partición de la India en 1947, Khanna y su familia se vieron obligados a huir de Lahore y se reasentaron en Delhi, India. A pesar de provenir de una familia próspera en Lahore, la partición los dejó sin su riqueza, y tuvieron que empezar de nuevo en Delhi.
Khanna asistió al Hindu College, donde obtuvo su licenciatura en Ciencias Políticas y Economía en 1954. Luego continuó sus estudios en la Universidad de Delhi, donde se graduó en 1956 con una Maestría en Ciencias Políticas y Derecho Internacional.

## Carrera
Vinod Kumar Khanna inició su carrera empresarial en la década de 1960 y luego fundó y dirigió el Grupo de Empresas K. En la década de 1970, incursionó en la industria de la consultoría, estableciendo su propia empresa llamada Concord International. A través de Concord International, Khanna trabajó como consultor para varias empresas extranjeras en la India. En la industria automotriz, brindó servicios de consultoría a Saab-Scania, una empresa sueca de vehículos, y a Tractoroexport, un fabricante ruso de tractores. En el campo de la ingeniería, Khanna fue consultor para empresas japonesas como Mitsui, Sumitomo y Mitsubishi; así como para Mannesmann, una empresa alemana; y Technopromexport, una empresa rusa. En la década de 1980, Concord International facilitó la exportación de productos químicos y de ingeniería desde la India. La empresa también tenía una oficina en el World Trade Center de Mumbai.
Khanna expandió aún más sus intereses comerciales en la década de 1970 al ingresar en la industria inmobiliaria. En 1972, su empresa Concord India, de la cual su hijo Sundeep era director, adquirió un terreno en Bangalore, Karnataka. En 2020, Concord India fue adquirida por Embassy Group, una empresa de bienes raíces, y pasó a llamarse Embassy East Business Park. El Grupo de Empresas K de Khanna también tenía otras inversiones en bienes raíces y ofrecía servicios de consultoría inmobiliaria.
En la década de 1970, Khanna incursionó también en la industria hotelera. En 1975, la filial de Concord International, Concord International (Mauricio), se aventuró en Mauricio. En 1979, la empresa estableció el hotel The Regent of Mauritius, construido por la empresa suiza de Jack Vicajee Bertoli y gestionado por Regent Hotels & Resorts.
En 1983, Concord International (Mauricio) presentó una oferta para un hotel de lujo de 150 habitaciones al Gobierno de Mauricio. Luego, en 1988, en colaboración con Sheraton Hotels and Resorts, Concord International (Mauricio) inauguró el hotel Khanna-Sheraton de 300 habitaciones. En India, Concord International fue una de las empresas que el Gobierno indio autorizó para establecer empresas conjuntas en la industria hotelera.
A través de Concord International y Adomatrix, otra de sus empresas, Khanna mantuvo intereses en la industria publicitaria desde la década de 1980 hasta 2002. En 1986, Adomatrix obtuvo un contrato para suministrar paneles de visualización electrónicos que vinculaban las comunicaciones de las bolsas de valores de la India. Además, una de las empresas de Khanna, Multi Impact Electronic Systems, participó en el desarrollo de sistemas de visualización electrónica por computadora.
En la década de 2000, Khanna incursionó en la industria minera y de exploración a través de empresas conjuntas en la República Democrática del Congo, Tanzania, Brasil e Indonesia. En la República Democrática del Congo, su Grupo K de empresas, mediante entidades corporativas de riesgo compartido, obtuvo 47 concesiones para la exploración y extracción de diamantes, una concesión para la extracción de bitumen de arenas bituminosas y otra para la minería de cobre. Además, el Grupo K también estableció una empresa conjunta para la extracción de uranio en Tanzania. En Brasil, Khanna participaba en una empresa conjunta para la explotación de una concesión minera de mineral de hierro que también albergaba reservas de cobalto, mineral de manganeso y cobre. Asimismo, tenía otra empresa conjunta para la explotación de una concesión minera de oro en el mismo país. Por último, en Indonesia, su grupo de empresas K vendió una mina de carbón.
Khanna también incursionó en las industrias de energía e infraestructura en los 2000. A través de su empresa, Transworld Enterprises, participó en actividades comerciales en India, Bangladesh y varios países africanos en ambas industrias. En la India, Transworld Enterprises colaboró con NTPC y Alstom Power Systems, una empresa francesa, para modernizar antiguas centrales eléctricas. Además, participó en proyectos llave en mano de ingeniería, adquisición y construcción de infraestructura, vías férreas y plantas de energía en Bangladesh. En 2007, facilitó un acuerdo entre Bharat Heavy Electricals Limited (BHEL) y Electricity Generation Company of Bangladesh (EGCBL) para suministrar dos unidades generadoras de energía con turbinas de gas de 120 MW en el proyecto Siddhirganj Peaking Power en Bangladesh, que se inauguró en 2010.
En 2002, Concord International se vio envuelta en una disputa con el Departamento de Impuestos sobre la Renta, junto con varias otras empresas prominentes, alegando que las evaluaciones del departamento eran erróneas o sesgadas. Además de sus actividades comerciales, Khanna desempeñó varios roles diplomáticos y de liderazgo comunitario a lo largo de su carrera. Fue Cónsul Honorario de la República Oriental del Uruguay en la India hasta 1998, fundó la Asociación de Amistad Indo-Zaire y fue presidente de la Asociación de Amistad Indo-Kenia.

## Controversias

### Afiliaciones con corporaciones extranjeras
Durante su carrera, las relaciones comerciales de Khanna con empresas extranjeras a menudo generaron controversia en la India. Su asociación con Saab-Scania se vio envuelta en controversia después del escándalo Bofors en 1987, a pesar de que Khanna no estuvo implicado en las acusaciones de corrupción relacionadas con la adquisición de obuses Bofors por parte del gobierno indio, que desencadenó el escándalo. Aunque la Oficina Central de Investigaciones (CBI) registró la residencia de Khanna en Golf Links, Nueva Delhi, mientras él estaba en Londres, Inglaterra, no se encontraron pruebas incriminatorias claras y la CBI no tomó medidas adicionales contra Khanna.
Khanna también enfrentó acusaciones de la CBI de haber recibido información sobre los requisitos de adquisiciones del ejército indio de Nirmal Puri, un teniente general retirado, en 1987. Supuestamente, Khanna quería utilizar esta información para ayudar a obtener contratos de adquisiciones militares para empresas de defensa asociadas con Concord International, una empresa de su propiedad. Durante la investigación, Khanna no estuvo presente en la India, ya que en ese momento no residía en el país desde 1986.
En 2015, el ejército indio declaró que la información que Puri supuestamente había proporcionado a Khanna consistía simplemente en notas escritas a mano por un oficial retirado, y que la información no estaba clasificada y ya era parte del dominio público. La Corte Suprema de la India desestimó el caso de la CBI en 2015.
En 1988, tanto la Lok Sabha como la Rajya Sabha, ambas cámaras del Parlamento indio, alegaron que Khanna había influido en un contrato a favor de Sumitomo para el suministro de maquinaria eléctrica pesada a Oil and Natural Gas Corporation y GAIL para el proyecto del oleoducto HBJ. También se afirmó que Khanna recibió importantes comisiones de Sumitomo por asegurar el contrato para la empresa.
En la década de 1990, se alega que British Aerospace, una empresa británica aeroespacial y de defensa que posteriormente se convirtió en BAE Systems en 1999, estuvo entre las empresas que colaboraron con Khanna.

### Compañías y cuentasoffshore
Las acusaciones de que Vinod Kumar Khanna canalizaba comisiones de empresas extranjeras a través de una empresa de fachada en Panamá surgieron en 1988. Según las afirmaciones, esta empresa panameña luego transfería los fondos a una entidad con sede en Londres, desde donde el dinero finalmente se dirigía a las cuentas offshore de Khanna en Mauricio. Estas acusaciones plantearon preocupaciones sobre posibles actividades financieras ilícitas y llevaron a una mayor investigación sobre las transacciones financieras de Khanna.
En 2020, el Boletín Federal de Suiza publicó un aviso que enumeraba los nombres de los ciudadanos indios que tenían cuentas bancarias en el país. Las autoridades suizas estaban en proceso de compartir los detalles de estas cuentas con las autoridades indias debido a acusaciones de evasión fiscal. Khanna fue identificado entre las personas que tenían una cuenta en un banco suizo, la cual estaba vinculada a través de una estructura de entidades complicada. Este hallazgo generó preocupaciones adicionales sobre posibles irregularidades financieras y evasión fiscal por parte de Khanna.

### Intereses inmobiliarios en Bangalore
En 1972, la empresa de Vinod Kumar Khanna, Concord India, adquirió una extensión significativa de tierra en Bangalore. A lo largo de los años, el valor de esta tierra, junto con el valor de la madera ubicada en ella, aumentó considerablemente. En 2008, el Departamento Forestal de Karnataka cuestionó legalmente los planes de desarrollo comercial de la tierra por parte de Concord India. Sin embargo, en 2019, Concord India prevaleció en una disputa legal contra el Departamento Forestal de Karnataka.
En 2020, Embassy Group adquirió Concord India y la empresa cambió su nombre a Embassy East Business Park. Sin embargo, en 2022, la oposición política en el Consejo Legislativo de Karnataka cuestionó la adquisición de 78 acres de propiedades inmobiliarias de Concord India en Bangalore por parte de Embassy Group. Alegaron irregularidades financieras en el acuerdo comercial, lo que llevó a un mayor escrutinio sobre la transacción.

## Vida personal
Khanna estuvo casado con Nirmal Kumari Khanna, quien era hija de Trilok Nath Shankardass y provenía de la familia Shankardass, una destacada familia de negocios de la India establecida en Kenia, Nairobi. La pareja tuvo dos hijos, Sundeep y Rajesh, así como una hija, Shalini. Nirmal falleció en 2018. Tanto Sundeep como Rajesh siguieron carreras como empresarios.